# Li’l Abner
Li’l Abner war ein Comicstrip von Al Capp, der von 1934 bis 1977 in vielen Zeitungen in den USA erschien. Der Strip ähnelt einer satirischen Familiensaga und parodierte den American Way of Life der ländlichen amerikanischen Südstaaten.

## Inhalt
Der Comicstrip spielt in Dogpatch, einem fiktiven Dorf in ländlichem Umfeld. Li’l Abner ist ein amerikanischer Jugendlicher, der mit seinem Vater Lucifer Yokum und seiner herrschsüchtigen Mutter Pansey lebt. Er ist ein naiver Muskelprotz mit dem Aussehen des jungen Henry Fonda, der sich vor dem Arbeiten und Heiraten drückt, ganz zum Missfallen seiner Freundin Daisy Mae Scraggs, einer amerikanischen Traumfrauen wie Marilyn Monroe oder Mae West nachempfundenen, rothaarigen, energischen Frau. In einem Comicstrip aus dem Jahr 1952 heiraten sie, was in vielen Zeitschriften aufgegriffen und kommentiert wurde.

### Shmoon
Capp führte immer wieder Figuren in den Comic ein, die Bedürfnisse der Menschen aus Dogpatch auffangen. Neben den Kygmies, an denen sich die Bewohner des Dorfes mit einem Fußtritt abreagieren können, zählen die Shmoon (Plural von Shmoo) dazu. Sie sind birnenförmige, armlose Wesen mit glatter, lederartiger Haut, kurzen Beinen und langen Schnurrhaaren. Alles an einem Shmoo ist verwertbar und sein Lebenssinn besteht darin, jeden materiellen Wunsch zu erfüllen. Wenn ihn ein Mensch hungrig ansieht, stirbt ein Shmoo voller Freude, um als Mahlzeit seinen Zweck zu erfüllen. Shmoon vermehren sich ständig und ungeschlechtlich. Im Auftrag der Regierung, die die Beseitigung aller Nahrungsprobleme befürchtet, hilft Li’l Abner bei der Beseitigung der Shmoon. Ihre Einführung in den Strip 1948 führte zu öffentlichen Diskussionen und Radio-Interviews mit Capp, bei denen es unter anderem um die Frage ging, ob die dargestellte Opferbereitschaft das kapitalistische Leistungssystem unterwandert. Der Shmoo erfreute sich großer Beliebtheit und wurde sehr schnell für Merchandise-Artikel wie Puppen, Postkarten und Trinkgläser verwendet.

### Comic im Comic
Li’l Abner liest gerne in seinem Lieblingscomic Fearless Fosdick, einer Parodie auf Dick Tracy, dessen Titelheld sich dadurch auszeichnet, bei seinen Verfolgungsjagden regelmäßig eine Menge unschuldiger Passanten zu töten.

### Sadie-Hawkins-Tag
1946 führte Capp den Sadie-Hawkins-Tag ein, einen ausgelassenen Feiertag, der jährlich am 15. November stattfindet. Junggesellen wurden wie Freiwild gejagt. Wurde bis Sonnenuntergang einer von einem Mädchen gefangen, musste er sie heiraten. Dieser Brauch wurde von zahlreichen Universitäten übernommen.

### Auseinandersetzung Capps mit Ham Fisher
Capp nutzte Li’l Abner, um seinen früheren Arbeitgeber Ham Fisher, mit dem er sich im Dauerstreit befand, als garstigen Comiczeichner zu karikieren. Das Auftauchen von gefälschten Li’l-Abner-Strips mit teilweise pornographischem Inhalt wurde seitens der National Cartoonists Society Fisher angelastet, sodass man ihm dort seine Mitgliedschaft aufkündigte.

## Veröffentlichung
Li’l Abner erschien bei seinem Debüt in acht Zeitungen des United Feature Syndicate als Daily strip, innerhalb von drei Jahren erweiterte sich der Kreis auf über 200, teilweise bis an 1000 Zeitungen in den USA und Kanada.
Capp verkündete 1977 das Ende des Strips. Er zeichnete nur noch wenige Teile selbst und geriet zunehmend unter Kritik wegen seiner konservativen Sichtweise, die sich unter anderem in der Darstellung protestierender Jugendlicher als ungewaschene Anarchisten festmachte.
Die Strips wurden Anfang der 1970er Jahre vom Carlsen Verlag in der Reihe Comics. Weltbekannte Zeichenserien und im Special Comics 1 veröffentlicht, welches ausschließlich Li´l Abner gewidmet war, sowie in der Comicbeilage Slapstick der satirischen Zeitschrift Pardon in Deutschland veröffentlicht.
Als US Postal Service zum 100. Geburtstag des Comics im Jahr 1995 eine Reihe von 20 Briefmarken herausbrachte, wurde der Strip neben The Yellow Kid, Krazy Kat, Popeye und anderen mit einer eigenen Marke gewürdigt.

## Verfilmungen
- 1940: Li’l Abner – Regisseur: Albert S. Rogell, 78 min
- 1959: Li’l Abner – Regisseur: Melvin Frank, 114 min
- 1967: Li’l Abner (TV) – unverkaufter Pilotfilm für eine Fernsehserie, 30 min
- 1971: Li’l Abner (TV) – Regisseur: Gordon Wiles, 30 min

## Belege
1. 1 2 3  Andreas C. Knigge: Sex im Comic. Ullstein Verlag, Frankfurt am Main (u. a.) 1985, ISBN 3-548-36518-3, S. 93f.
2. ↑  Román Gubern, Claude Moliterni: Comics. Kunst und Konsum der Bildergeschichten. Rowohlt Taschenbuch Verlag, Reinbek 1978, ISBN 3-499-17171-6, S. 81.
3. 1 2  Wolfgang J. Fuchs, Reinhold C. Reitberger: Das große Buch der Comics. Anatomie eines Massenmediums. Bertelsmann Gütersloh. S. 52ff.
4. ↑  Andreas C. Knigge: Comic Lexikon. Ullstein Verlag, Frankfurt am Main (u. a.) 1988, ISBN 3-548-36554-X, S. 197
5. ↑  Gerhard Habarta (Hrsg.): Comicwelten. Edition Comic Forum, Wien 1992, ISBN 3-900390-62-2, S. 198.